# 中村通
中村 通（なかむら とおる、1950年10月31日 - ）は、大阪府出身のプロゴルファー。

## 来歴
茨木カンツリー倶楽部とは目の鼻の先にある茨木市立豊川中学校出身で、生家の近くには、幼稚園から中学校まで同級生で、プロとして40年以上が経った今でも仲の良い山本善隆の家もあった。宮本康弘・前田新作、後輩の井戸木鴻樹も同校出身であり、小学時代から茨木CCを遊び場にして育った。
1968年秋に当時最年少の17歳でプロテストに一発合格し、同じ頃に売り出した宮本・山本・吉川一雄と共に「関西四天王」の一人として、国内ツアーやアジアサーキットなどで活躍。
1973年はツアー開幕前の沖縄オープンで初日13アンダーで首位に立ち、2日目には17アンダーで首位を守り、最終日には通算20アンダーで初優勝を飾る 。開幕後は広島オープンを通算13アンダーでイレネオ・レガスピ（フィリピン）を抑えて優勝し、ツアー初制覇を飾った。
1974年は札幌とうきゅうオープンで2日目に首位に立ち、グラハム・マーシュ（オーストラリア）を抑えて優勝 。KBCオーガスタでは初日に5アンダーで山本・高橋信雄と共に初日を首位タイで終えると、2日目で単独首位に立ち、決勝ラウンドでも杉原の猛追を交わし、2代目チャンピオンを獲得。通算15アンダーで優勝し、賞金400万円を手にした。
1975年には日英対抗で日本の優勝に貢献し、ABCカップ日米対抗では3日目に通算11アンダーで首位を保ち、最終日に通算15アンダーで アル・ガイバーガーを抑えて個人戦優勝。
1977年にはオールスターゴルフでプレーオフを制し、1978年にはウィザードトーナメントで2日目に首位に立ち、新井規矩雄と山本を抑えての通算2アンダーで優勝を飾る 。同年の三菱ギャランでは許勝三（中華民国）・鈴木規夫を抑え、通算8アンダーで逆転優勝を果たす。1979年の同大会では通算3アンダーで2連覇を達成 し、同年の東北クラシックではプレーオフで謝敏男（中華民国）を降した  。
杉原輝雄門下の俊英としてトップ10の常連であり、1980年には前年のランク2位によりマスターズに招待される。“日本ツアーで、1勝もしなくとも賞金王を取る可能性があるのは中村くらい”と評されるほどのしぶとさで、1981年には1勝もしないでランキング4位に入った。
1980年代中盤からはグリーン回りのショートゲームに自信を失ったり、体調面での好不調という事も手伝って、1年ごとにランキングが上下するようになり、0勝に終わった1983年にはオフに山本らと宮崎で合宿を行う。
1984年の日本プロマッチプレーでは長谷川勝治との準々決勝でエキストラホールに突入し、21ホール目で振り切って準決勝に進んだ。3試合連続1アップとフルに戦い、接戦の強さを見せると、草壁政治との準決勝では前半を中村が1アップで折り返し、後半は取ったり取られたりの展開になる。34ホール目の16番パー5で、草壁の第1打が右へ行き、左からの風に押されて林に入り、OB杭の20cmほど外側に止まっていた。ダブルボギーとした草壁を、2アップになった中村がそのまま逃げ切って2-1で勝利。中村は「（草壁は）風に乗った不運なOB」と言ったが、草壁は「完全なミスショットだから仕方がない」と、握手を求めた。井上幸一との決勝では、試合前に欠場した師匠の杉原から「こんなチャンスはない。何も考えんで一生懸命やってこい」と励ましの電話をもらう。試合開始後は一進一退の展開から、まず中村が14番から3連続アップして抜け出すなど攻めるが、井上も休憩を挟んで2つ取り返し、後半6番（24ホール目）までで中村が1アップとどちらに転ぶか分からなかった。25ホール目に流れを引き寄せたのは中村で、7番パー5で2mのバーディーパットを「入れようという気持ちが強すぎて落ち着かなかった」と仕切り直しし、このパットを沈めた。8番で5mを入れ、9番パー5ではアプローチをOKにつけて3連続アップ。残り9ホールで4アップとして一気に井上を突き放すと、ドーミーホールの33ホール目の15番では井上が先に3mのバーディーを沈めたが、中村が1.5mを入れ返し、4-3で決着。決勝では最大差での勝利となり、初めての公式戦タイトルを取った中村は、ファンから胴上げで祝福された。勝った瞬間は実感がわかず、意外と冷静であったが、ギャラリーにつられて、中村も興奮していた。
同年の関西オープンでは山本を破って通算7アンダーで逆転優勝し、日本シリーズでは2日連続の66で大阪シリーズ新記録の14アンダー、東京の第3日も67で19アンダーと、大会記録の13アンダーを更新して54ホールの国内最少スコアに並んだ。最終日は72ホールの日本記録23アンダーに挑戦し、期待に応えて17番で5つ目のバーディーを決め24アンダーとするが、最終ホールでスプーンの第1打を左に曲げ、1m半に寄せたもののボギー。タイ記録にとどまったが、大会優勝スコアを8打更新し、4日間連続のベストスコアで完全優勝。
1986年の日本シリーズでは初日66で2年連続の首位発進の倉本昌弘が伸び悩み、大会史上最高の1万5809人が入場した最終日は青木功と中村の対決となる。青木が16、17番のバーディーで並ぶと、中村はこの17番ロングホールで2オンを狙った2アイアンの第2打をグリーン奥の林に打ち込む大ピンチとなるが、7mに寄せてバーディー。次の18番ショートホールでは同じ2アイアンでピンそば19cmにつけて有終の美を飾り、大逆転で同大会2勝目を挙げた。
1988年のジーン・サラゼン ジュンクラシックでは3日目の降りしきる雨の中を11アンダーで首位に立って優勝し 、1989年には賞金2000万円に増額された平成最初のくずは国際を制す。
シード権を失うほどではないものの、1994年にはシーズン途中に左手の腱鞘炎が悪化。4ヶ月も戦列を離脱し、ランキングも85位まで落ちて21年間続いた賞金シードを失ってしまったが、3億円シードで1995年は33試合に出場。大京オープン2位でランキングは41位まで上昇し、賞金シード復活を成功させた。
2002年からはシニアに本格参戦し、師匠の名前が冠された杉原輝雄シニアで三好隆をプレーオフで破りシニア初優勝を飾った。1992年のミズノオープン以来10年ぶりの優勝に「年内になんとか1勝したいと思っていたのでとても嬉しい。この1勝をきっかけにもっと頑張りたい」と喜びを語り、来季の大きな飛躍を期待された。
2003年は後援競技のアサヒ緑健TVQシニアで新井規矩雄をプレーオフで破り、特別協力競技の沖縄シニアでも優勝するが、シニアツアーでは日本シニアオープンで高橋勝成に逆転負けし2位に終わった。
賞金ランクでのシード入りは2002年・2003年から途切れ、2004年はシーズン中盤に体調を壊し、キャッスルヒル11位タイ、アデランスシニア22位タイ、PPTリボーネスト21位タイの3試合の出場に終わった。
2005年は最終戦の鬼ノ城シニアでは久々に優勝争いに加わり、首位と1打差で迎えた最終日には前半で2つスコアを伸ばし2打差をつけて首位に立つが15番、16番でボギー、ダボとして沈み、シニアツアー初優勝はならなかった。
その後は生涯獲得賞金ランクによる出場資格での参戦も低迷気味となり、2006年は5試合に出場してベストは鬼ノ城シニアの23位タイ、賞金ランクも2002年にシニア入りして以来最悪の58位に終わった。
2007年は6試合出場でアデランスウェルネス12位タイがベストの賞金ランク45位、2008年はシニアツアー全試合出場もスターツシニア14位タイがベスト、2009年は5試合出場で予選落ち無しも日本プロシニア32位がベストの賞金ランク54位であった。
2010年は日本シニアオープンを除く9試合出場も、ベスト10入りはなく皇潤クラシックの23位タイがベストであった。
2011年はシニアツアー全8試合に出場して、トータルエネルギーPPTで予選落ちした他で予選を突破、日本プロシニアの24位タイがベストであった。
2012年はシニアツアー6試合に出場し、日本プロシニアは予選落ち、最終戦富士フイルムの37位が最高位で、賞金ランクは73位であった。
生涯獲得賞金ランク20位以内（12位）の資格でずっとツアー出場を続け、62歳の2013年はツアー11試合出場で開幕戦の金秀沖縄30位タイが最高であり、ファンケルと日本プロシニアには予選落ちし、賞金ランクは67位であった。
2014年は10試合出場で最高42位の賞金ランク70位、65歳となった2015年は11試合出場で43 位が最高であった。
2023年には73歳で高橋と共にシニアツアー最年長となるが、2022年は9試合の出場にとどまった。

## 不祥事
2017年12月9日、兵庫県宝塚市内の県道で乗用車を運転中、反対車線沿いにある温浴施設に入ろうと右折したところ、男子大学生が乗る自転車に接触。軽いけがを負わせ、そのまま逃走。

2018年6月、伊丹簡易裁判所から罰金50万円の略式命令。PGAから3ヶ月の資格停止処分を受けた。

## 主な優勝
レギュラー
- 1973年 - 沖縄オープン、広島オープン
- 1974年 - KBCオーガスタ
- 1975年 - ABCカップ日米対抗、ヤングライオンズ
- 1976年 - オールスター
- 1977年 - オールスター
- 1978年 - 三菱ギャラン、ウィザード
- 1979年 - 三菱ギャラン、東北クラシック、関西プロ
- 1981年 - 大阪オープン[61] [62]
- 1982年 - ブリヂストン阿蘇、ハウス食品大橋巨泉、京滋オープン
- 1984年 - 日本シリーズ、日本プロマッチプレー、関西オープン、日本プロ東西対抗、京滋オープン
- 1986年 - ゴルフ日本シリーズ、広島オープン
- 1988年 - ジュンクラシック
- 1989年 - くずは国際
- 1990年 - インペリアル、サントリーオープン
- 1992年 - ミズノオープン

シニア
- 2002年 - 杉原輝雄シニア
- 2003年 - アサヒ緑健TVQシニア、沖縄シニアオープン